# كولن روبرتسون
كولن روبرتسون (4 مايو 1963 في زيمبابوي - )  (بالإنجليزية: Colin Robertson)‏ هو لاعب كريكت زيمبابوي. لعب مع منتخب زمبابوي للكريكت.

## وصلات خارجية
- كولن روبرتسون على موقع إي آس بي آن كريك إنفو (الإنجليزية)